# 德铁货运
德铁货运股份公司（德語：DB Cargo AG）是德国铁路旗下负责铁路货运的全资子公司，德国铁路将其所有的国内及欧洲铁路货运业务捆绑于此，其总部设于美因茨。该公司共拥有3587台铁路机车及109000辆载货车厢，并拥有欧洲大陆最大的货运车队。

## 组织
2009年初，德国铁路在整合了前雷力昂公司（于德国、荷兰、丹麦、瑞士和意大利的分公司）、德铁信可铁路英国（DB Schenker Rail UK），西班牙泉思费莎（Transfesa）、波兰PCC物流（PCC Logistics）和意大利北方货运（NordCargo）等控股公司后，新成立了德铁信可铁路。新公司按照其区域的结构化业务又分为西部（英国、法国、西班牙和葡萄牙）、中部（德国、荷兰、丹麦、瑞典、瑞士和意大利）、东部（波兰、捷克、斯洛伐克、俄罗斯和白俄罗斯）、跨区域汽运部门和公铁联运部门。这些部门分布于欧洲各地，负责经营和销售区域间的运输和大客户业务。

## 历史

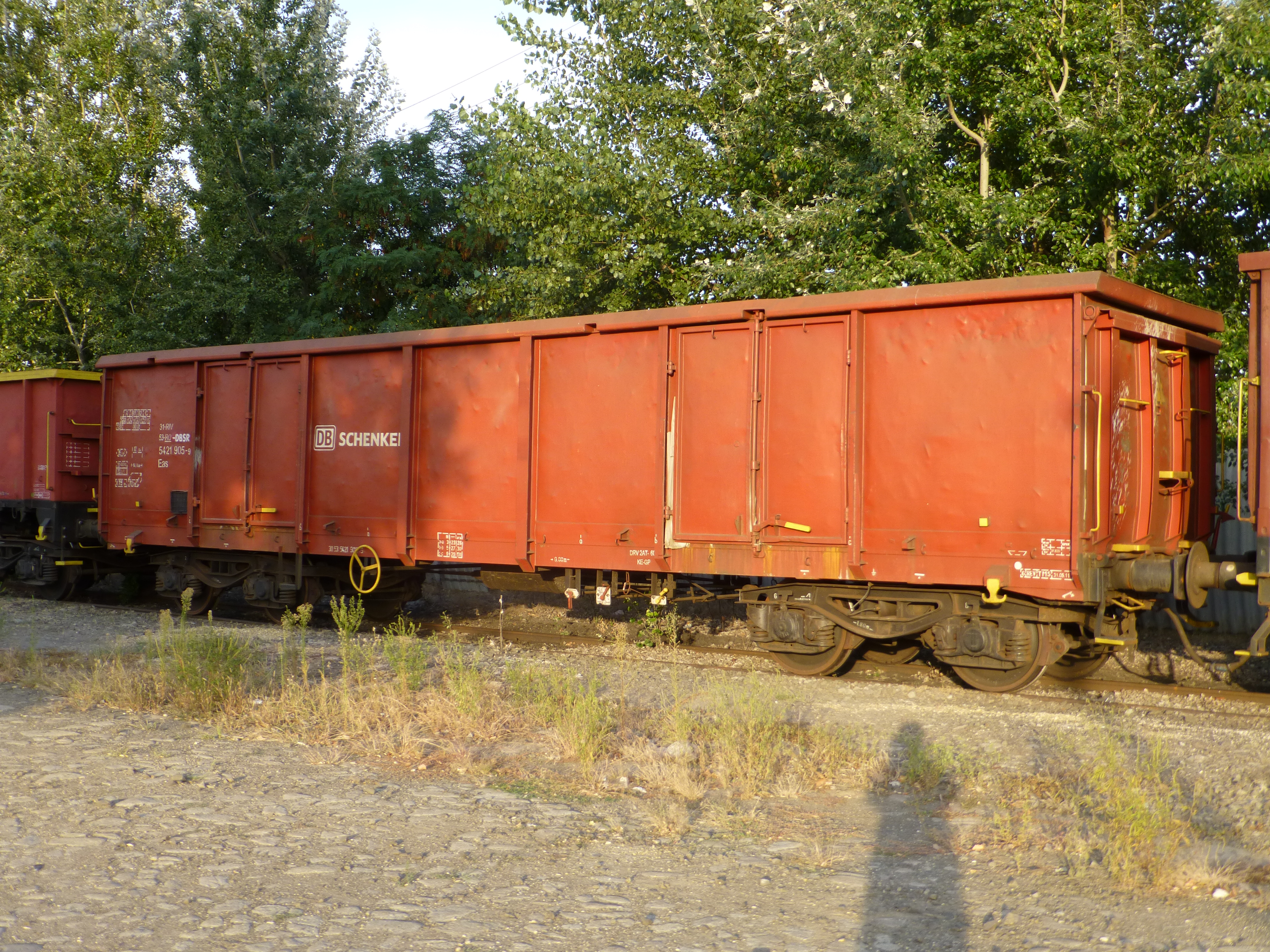
德铁信可铁路的貨车

2000年1月之前，总部设于美因茨的雷力昂股份公司已经在运作，它由德国铁路公司及荷兰铁路公司的铁路货运部门组成，负责经营两者的铁路货运活动。其中原德铁货运组成了雷力昂德国公司（Railion Deutschland AG），原荷铁货运组成了雷力昂比荷卢公司（Railion Benelux NV），随后又更名为雷力昂荷兰公司（Railion Nederland NV）。两家公司于1999年9月16日正式公布合并计划，重组后德国铁路持有雷力昂94%的股权，荷兰铁路则持有剩余6%。
2000年1月1日，雷力昂股份公司在原基础上首次作为一家纯粹的金融控股公司成立，在新的德国铁路董事会主席哈特穆特·梅多恩（Hartmut Mehdorn）上任后即开始寻求与大型物流公司的合作伙伴关系，而不是仅是运营普通的铁路货运。根据2000年夏季末的计划，公司应着重于开发德国和比荷卢同盟国之间的货运业务。
2001年中期，丹麦国家铁路的货运部门丹麦国铁货运（DSB Gods）也被并入雷力昂成为后者的全资子公司，并以雷力昂丹麦股份公司（Railion Danmark A/S）的名义运作，它占雷力昂2%的股权，因此德国铁路的持股比重减少为92%。2003年9月1日，德国铁路又将其持有的全部雷力昂股份移交至斯廷内斯股份公司。同年年末，荷兰铁路也行使选择权将其持有雷力昂股份售予斯廷内斯。
2004年1月19日，雷力昂德国公司收购了意大利铁路牵引公司（Rail Traction Company）30.07%的股权。同年6月，雷力昂又收购了意大利地中海铁路（Strade Ferrate del Mediterraneo）95%以上的股权。2005年4月，该附属公司更名为雷力昂意大利股份公司（Railion Italia s.r.l.），并在2010年1月初随着德铁信可铁路接管意大利北方货运后合组为德铁信可铁路意大利。同时，北方货运还是意大利第二大的铁路货运运营商。
2003年和2005年，雷力昂两度推出了新的标志。
2007年1月，雷力昂通过收购瑞士布伦纳铁路服务公司（Brunner Railway Services）而将业务范围扩展至瑞士。自2007年5月起，该子公司更名为德铁信可铁路瑞士有限公司。2007年12月，雷力昂丹麦公司又以51%的持股比例与绿色货运（Green Cargo）共同组建了合资公司雷力昂北欧公司（Railion Scandinavia A/S）。
2009年初，雷力昂更名为德铁信可铁路，并重组为5大业务部门。当中包括3个区域部门、一个汽运业务部门和一个公铁联运部门。汽运部门包括了汽车行业的特定服务供应商。2009年1月底，德铁信可铁路开始收购波兰最大的私营铁路运营商PCC铁路，当时为PCC集团的业务部门。在欧盟委员会批准后，收购于同年7月结束。该公司现在被重新命名为德铁信可铁路波兰公司。

## 营运
下列由各业务部门细分的子公司均为德铁信可铁路的资产：
- 中部地区部门
  - BLS货运股份公司（BLS Cargo AG，45%）
  - 德铁信可BTT有限公司（DB Schenker BTT GmbH）
  - 德铁信可尼滕有限公司（DB Schenker Nieten GmbH）
  - 德铁信可铁路丹麦服务股份公司（DB Schenker Rail Danmark Services A/S）
  - 德铁信可铁路德国股份公司（DB Schenker Rail Deutschland AG）
  - 德铁信可铁路意大利有限公司（DB Schenker Rail Italia Srl.）
  - 德铁信可铁路意大利服务有限公司（DB Schenker Rail Italia Services Srl.）
  - 德铁信可铁路荷兰股份公司（DB Schenker Rail Nederland N.V.）
  - 德铁信可铁路瑞士有限公司（DB Schenker Rail Schweiz GmbH）
  - 轨道牵引运动有限公司（Lokomotion Gesellschaft für Schienentraktion mbH，30%）
  - 北方货运（NordCargo，60%）
  - 铁路牵引股份公司（Rail Traction Company SpA，30.07%）
  - 铁路欧洲概念（RailEuroConcept，50%）

- 西部地区部门
  - 德铁信可铁路英国有限公司（DB Schenker Rail (UK) Ltd）
  - 欧洲货运铁路简易股份公司（Euro Cargo Rail SAS）

- 东部地区部门
  - 德铁信可铁路保加利亚股份公司（[11]）
  - 德铁信可铁路波兰有限公司（DB Schenker Rail Polska S.A.）
  - 欧亚铁路物流股份公司（Eurasia Rail Logistics AG）
  - 德铁信可铁路罗马尼亚有限公司（[12]）
  - 雷力昂俄罗斯服务（Railion Russija Services）

- 汽运部门
  - 德铁信可铁路汽运有限公司（[13] ）
  - 泉思费莎（Transfesa）

- 联运部门
  - 德铁联运（DB Intermodal）
  - 德铁信可汉加特纳（DB SCHENKERhangartner）